# Arboretum de Derby

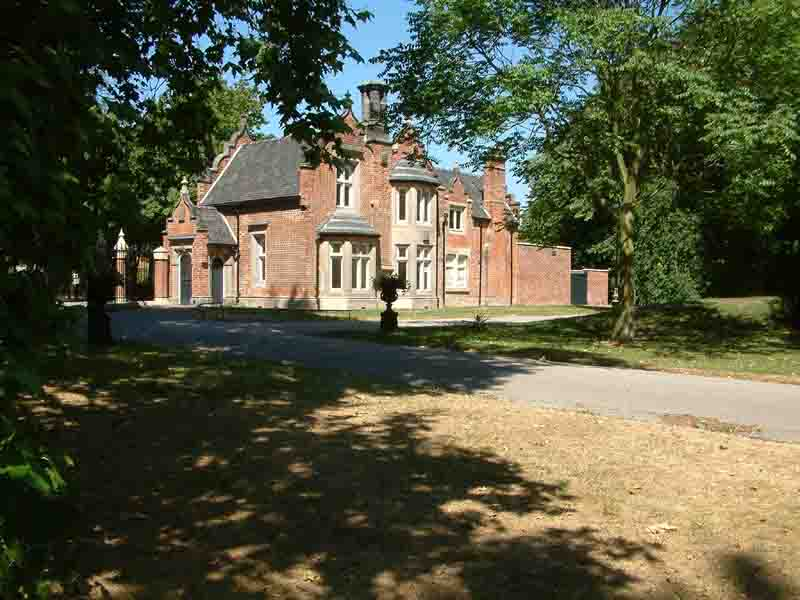
El nuevamente restaurado albergue de la calle "Grove" y la "Gran Entrada" en el extremo norte del Arboretum.

El Arboretum de Derby (en inglés: Derby Arboretum) es un arboretum público y parque en la ciudad de Derby. Fue el primer parque urbano y recreacional de Inglaterra de propiedad pública. 

## Ubicación
El parque se encuentra ubicado en el área de Rose Hill, aproximadamente a 1.6 km al sur del centro de la ciudad de Derby. 
Después de muchos años de abandono, el Arboretum ha sido recientemente reacondicionado gracias a la ayuda de la Lotería Nacional por una cantidad de £5 millones.

## Historia
El Arboretum fue donado a la ciudad en 1840 por Joseph Strutt, un antiguo alcalde de Derby y miembro de una familia de industriales locales pudientes. Un filántropo reconocido, Strutt estaba agradecido a los trabajadores de Derby por su contribución al crecimiento de la empresa y su comportamiento hacia su familia, y deseó manifestar su agradecimiento proporcionando una zona recreacional muy necesaria para un área muy amplia que se urbanizaba aceleradamente. Strutt contrató a John Claudius Loudon para diseñar el parque, y Loudon adaptó los planes originales de Strutt para un jardín botánico y zonas recreacionales según su propia visión, incorporando calzadas con jardines como lugares de paseo.
Los trabajos de acondicionamiento del arboretum comenzaron en julio de 1839, y fueron terminados en los plazos previstos para la gran inauguración que tuvo lugar el 16 de septiembre de 1840. La ocasión estuvo marcada por un desfile desde la Plaza del Mercado en el centro de Derby hasta el nuevo parque. Inicialmente se pagaba una tarifa de admisión al parque, con vistas a sufragar su mantenimiento. Sin embargo, la admisión era libre el domingo y el miércoles (que habían sido adoptados como día de media jornada de trabajo en Derby). Esta medida facilitaba que las clases obreras, que tenían poco tiempo libre y carecían probablemente de ingresos suficientes como para pagar la tarifa de admisión, podrían tener el acceso libre al arboretum cuando realmente tenían tiempo libre; en efecto, el parque era sufragado por los que tenían tiempo y dinero para gozar de las instalaciones en los días laborables. Este sistema de tiempos libres de la admisión continuaron hasta que finalmente la cuota de entrada fue suprimida en 1882.
En 1859 el arboretum fue uno de los numerosos parques visitados por Frederick Law Olmsted en su viaje de investigación de los parques más importantes de Europa, y se piensa que este pudo haber incorporado características del trabajo de Loudon en su diseño para el Central Park en Nueva York.
Una escena de la película ganadora del Oscar de 1969 Women in Love de Ken Russell fue grabada en el Arboretum. En la escena Aslin se encontraba tocando con una banda de instrumentos de metal que interpretaban una melodía mientras Oliver Reed, Alan Bates y Glenda Jackson conversaban. El "Easter Pavillion" había recibido una capa de la pintura para la ocasión, en el 2005 fue restaurado completamente.

## Puntos notables
A lo largo de los años el Arboretum ha incorporado una serie de edificios, estatuas y ornamentos. Quizás lo más conocido localmente es la estatua florentina del verraco jabalí, que fue colocada originalmente en un lugar del interior en 1806, cuando los terrenos eran el jardín privado de Joseph Strutt. Strutt había encargado la copia en bronce del mármol original exhibido en la galería de los Uffizi de Florencia. El verraco permaneció en su lugar después de la creación del Arboretum hasta que fue dañado irremediablemente durante un ataque aéreo alemán en Derby en 1941. La estatua actual es una réplica.
Entre los puntos más destacados del Arboretum se cuentan:
- La "Grand Entrance" original desde Grove Street y el albergue adyacente.
- Una entrada elaborada a la plaza del Arboretum, que incluye una estatua de Joseph Strutt, completada en 1850.
- Una cabaña sobre el lado de la calle Rose Hill.
- Una glorieta victoriana bandstand, destruida junto con el jabalí en 1941.
- Un edificio de hierro y vidrio, apodado el Palacio de Cristal por su semejanza don el edificio en Londres, diseñado por Henry Duesbury fue construido en la calle Rose Hill a finales de 1845. El mismo fue demolido en la década de 1890.
- La fuente, construida originalmente en 1846.
- Dos campos de bowling.